# Prinz-Gustav-Schelfeis
Koordinaten: 64° 15′ S, 58° 30′ W

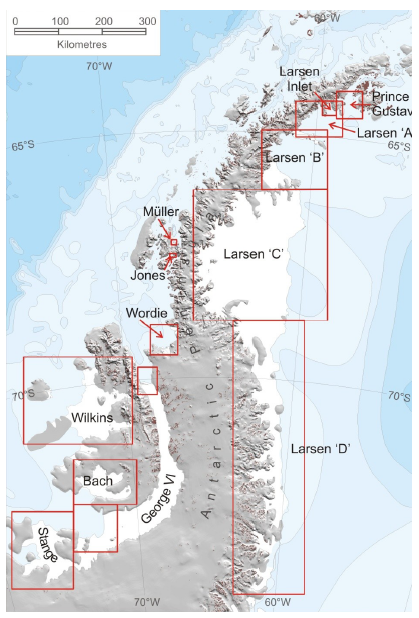
Lage des Prinz-Gustav-Schelfeises (oben rechts) an der Nordostküste der Antarktischen Halbinsel

Das Prinz-Gustav-Schelfeis war ein antarktisches Schelfeis mit einer Ausdehnung von 1600 km², das an der Nordostküste der Antarktischen Halbinsel den südlichen Teil des Prinz-Gustav-Kanals einschließlich der Röhss-Bucht an der Küste der James-Ross-Insel einnahm.
Bis in die 1940er Jahre war es mit dem Larsen-Schelfeis verbunden. Nach einer Phase des ständigen Rückgangs löste es sich 1995 schließlich zur Gänze auf.
Das UK Antarctic Place-Names Committee benannte das Schelfeis 1990 in Anlehnung an die Benennung des gleichnamigen Kanals. Namensgeber beider Objekte ist der schwedische Kronprinz und spätere König Gustav V. (1858–1950).